# Goro Kawanami
Goro Kawanami (født 30. april 1991) er en japansk fodboldspiller.
Han har spillet for flere forskellige klubber i sin karriere, herunder Kashiwa Reysol, FC Gifu, Tokushima Vortis, Albirex Niigata og Vegalta Sendai.